# Giovanni Battista Casali (Komponist)
Giovanni Battista Casali (* um 1715 in Rom; † 6. Juli 1792 ebenda) war ein italienischer Komponist und Kapellmeister.

## Leben
1740 wurde Casali in die Accademia Filarmonica in Bologna aufgenommen. Fünf Jahre später (1745) taucht er als coadiutore von Girolamo Chiti in Rom auf. Am 4. September 1759 tritt er schließlich als dessen Nachfolger das Kapellmeisteramt von San Giovanni in Laterano in Rom an, welches er bis zu seinem Tode innehatte. Neben seiner Tätigkeit als Kapellmeister der Lateranbasilika war er Mitglied der Congregazione dei musici di San Cecilia in Rom. Außerdem war er von 1761 bis 1773, zusätzlich zu seinem anderen Kapellmeisteramt, auch Kapellmeister an Santa Maria in Vallicella.
Casali genoss als Lehrer einen ausgezeichneten Ruf, zu seinen Schülern zählten beispielsweise André-Ernest-Modeste Grétry und Pietro Terziani.

## Schaffen
Casalis Schaffen beschränkte sich hauptsächlich auf Rom. In seiner Tätigkeit als Kapellmeister widmete er sich vornehmlich der Kirchenmusik. Er schrieb zum Teil noch im strengen A-cappella-Stil der Römischen Schule. Die Besetzungen reichen vom vierstimmigen Satz bis zum acht- oder neunstimmigen Doppelchor. Daneben verwendete Casali jedoch auch den modernen homophonen Satz. In vielen seiner Werke stehen sich diese beiden Kompositionsstile gegenüber. Generell lässt sich ein Einfluss der Opern und Intermezzi, die er vor allem zwischen 1740 und 1752 schrieb, auf die liturgische Musik feststellen.
Grétry nannte ihn in seinen Mémoires „einen der berühmtesten Kapellmeister in Rom“, während der Katalog von San Giovanni in Laterano „einen der hervorragendsten Meister im Kirchenstil“ in ihm sieht.
Unter seinen zahlreichen Kompositionen berühmt wurde die Missa in G-Dur sowie zahlreiche Motetten (Confitebor tibi, Ave Maria, Exaltabo, Improperium). Diese wurde als Reprint in Stephan Lücks Sammlung ausgezeichneter Compositionen 1859 in Trier veröffentlicht.
Die Originale der meisten seiner Werke sind in der Santini-Sammlung erhalten geblieben, einige auch in der Stiftskirche Berchtesgaden.

## Werke (Auswahl)

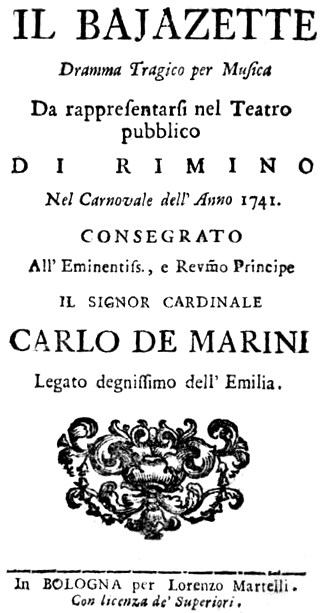
Il Bajazette – Titelblatt des Librettos, Rimini 1740

### Liturgische Werke
- ca. 150 Antiphonen für 1–4 Solisten
- ca. 110 Gradualia für meist 2 Stimmen
- über 90 Offertorien
- ca. 60 Psalmen
- 43 Hymnen (a cappella und konzertierend)
- 24 Messen, hauptsächlich vier- und fünfstimmig
- über 20 Motetten
- 10 mal Magnificat

### Oratorien und Kantaten
- San Firmina, 1748 Rom(?)
- Il roveto di Mosè, 1755 Rom
- Per la festività dell’assunzione di Maria Vergine, 1760 Rom
- La Pazienza ricompensata negli avenimenti di Tobia, 1761 Bologna
- Salomone re d’Israele, 1770(?) Rom
- Componimento drammatico per la festività del S. Natale, 1773 Rom
- La benedizione di Giacobbe, 1774 Rom
- Abigaille, 1787 Rom

- 16 Kantaten

### Opern
- Candaspe regina de’ Sciti, 1740 Venedig
- La costanza vincitrice, 1740 Bologna
- Il Bajazette, 1741 Rimini
- Antigona, 1752 Turin

### Intermezzi
- La lavandarina, 1746 Rom
- Le furberie di Bruscolo trasteverino, 1747 Rom
- La finta merciaia, 1747 Rom
- L’impazzito, 1748 Rom
- La finta tedesca, 1753 Rom